# Оппенгейм, Адольф Лео
Адольф Лео Оппенгейм (нем. A(dolph) Leo Oppenheim; 7 июня 1904, Вена — 21 июня 1974, Беркли) — один из наиболее известных ассириологов своего поколения, ответственный редактор Чикагского ассирийского словаря, издававшегося под эгидой Восточного института Чикагского университета в 1955—1974 годах под редакцией профессора Джона Уилсона.

## Биография
Племянник астронома Самюэля Оппенгейма. Защитил докторскую диссертацию в Венском университете в 1933 году. В 1938 году он и его жена Элизабет Мунк успели в последний момент бежать из занятой нацистами Австрии, тогда как его родители Альфред (Арон) Оппенгейм (1865—1942) и Йоханна Оппенгейм (в девичестве Роттер, 1880—1942) стали жертвами Холокоста. Проведя несколько трудных лет в США, в конечном итоге он получил должность ассистента в Чикагском университете в 1947 году и полноправного преподавателя в 1950 году. В 1952 году был назначен помощником редактора Чикагского ассирийского словаря, который готовился к печати под эгидой Университета. Издание словаря планировалось ещё с 1921 года, и в конечном итоге его объём составил более 20 томов. В сотрудничестве с Эрикой Райнер Оппенгейм продолжал редактировать словарь вплоть до своей неожиданной смерти в 1974 году.
Как писал ассириолог Э. А. Спайзер, Оппенгейм прочёл больше клинописных надписей, чем кто-либо иной из живущих. Глубокие знания аккадского языка помогли Оппенгейму реконструировать картину повседневной жизни древней Месопотамии.
Наиболее важной работой Оппенгейма является книга «Древняя Месопотамия. Портрет мёртвой цивилизации» (1964). Его попытки реформировать ассириологию были восприняты как вызов рядом его коллег. Пессимистическое отношение Оппенгейма по поводу невозможности реконструкции ряда аспектов месопотамской жизни (в частности, религии) контрастировали с его жизнелюбивым и оптимистичным характером.

## Сочинения
- Untersuchungen zum babylonischen Mietrecht (нем.). — Vienna (Wien): Selbstverlag des Orientalischen Institutes der Universität, 1936.
- Ancient Mesopotamia: portrait of a dead civilization. — Chicago: University of Chicago Press, 1964. (reprint ISBN 0-226-63186-9)
- Letters from Mesopotamia. — Chicago: University of Chicago Press, 1967.
- Essays on Mesopotamian civilization selected papers of A. Leo Oppenheim (англ.). — Chicago: University of Chicago Press, 1974. (edited by Erica Reiner and Johannes Renger)
- Glass and glassmaking in ancient Mesopotamia (англ.). — London: Associated University Presses, 1988. — ISBN 0-87290-058-4.